# Onda de frio na América do Norte em 2021
A onda de frio na América do Norte em 2021, foi causada por um severo vórtice polar do Ártico, que atingiu a região em fevereiro.
O Texas (EUA) teve o serviço de energia afetado pela temperatura de -18 °C. Na capital Austin, uma grossa camada de gelo ficou acumulada em ruas, árvores e veículos 
Já no Nebraska (Lincoln), a temperatura chegou a -35 °C e quebrou o recorde anterior de 1978, que era de -28 °C. Mais de 4 milhões de pessoas ficaram sem energia elétrica; 2,5 milhões, só no Texas e o Serviço Meteorológico Nacional (NWS) alertou para uma "zona extensa e sem precedentes de condições perigosas de inverno" da Costa Leste à Costa Oeste, com mais de 150 milhões de norte-americanos em alerta.
Por causa do frio intenso, o presidente dos Estados Unidos Joe Biden declarou emergência no estado. Os governos de Alabama, Oregon, Oklahoma, Kansas, Mississipi e Kentucky também decretaram estágio de emergência. Louisiana, Virgínia Ocidental e Ohio também tiveram estragos por causa da tempestade.
Ao todo, 169 pessoas morreram por causa das tempestades de neve nos 3 países. Muitas delas, durante um engavetamento que envolveu 130 veículos. O mega-acidente ocorreu perto de Fort Worth, na região metropolitana de Dallas. As autoridades tiveram que criar um "centro de encontro de famílias" nas proximidades do local da tragédia.
Por isso, Matt Zavadski, porta-voz de um dos serviços de ambulância do Texas, pediu em entrevista à NBC, que os moradores da região permaneçam em casa. "Temos muitas equipes de emergência trabalhando muito neste momento. A última coisa que precisamos é gente que não precisa se envolvendo em qualquer tipo de acidente", pediu Zavadski.

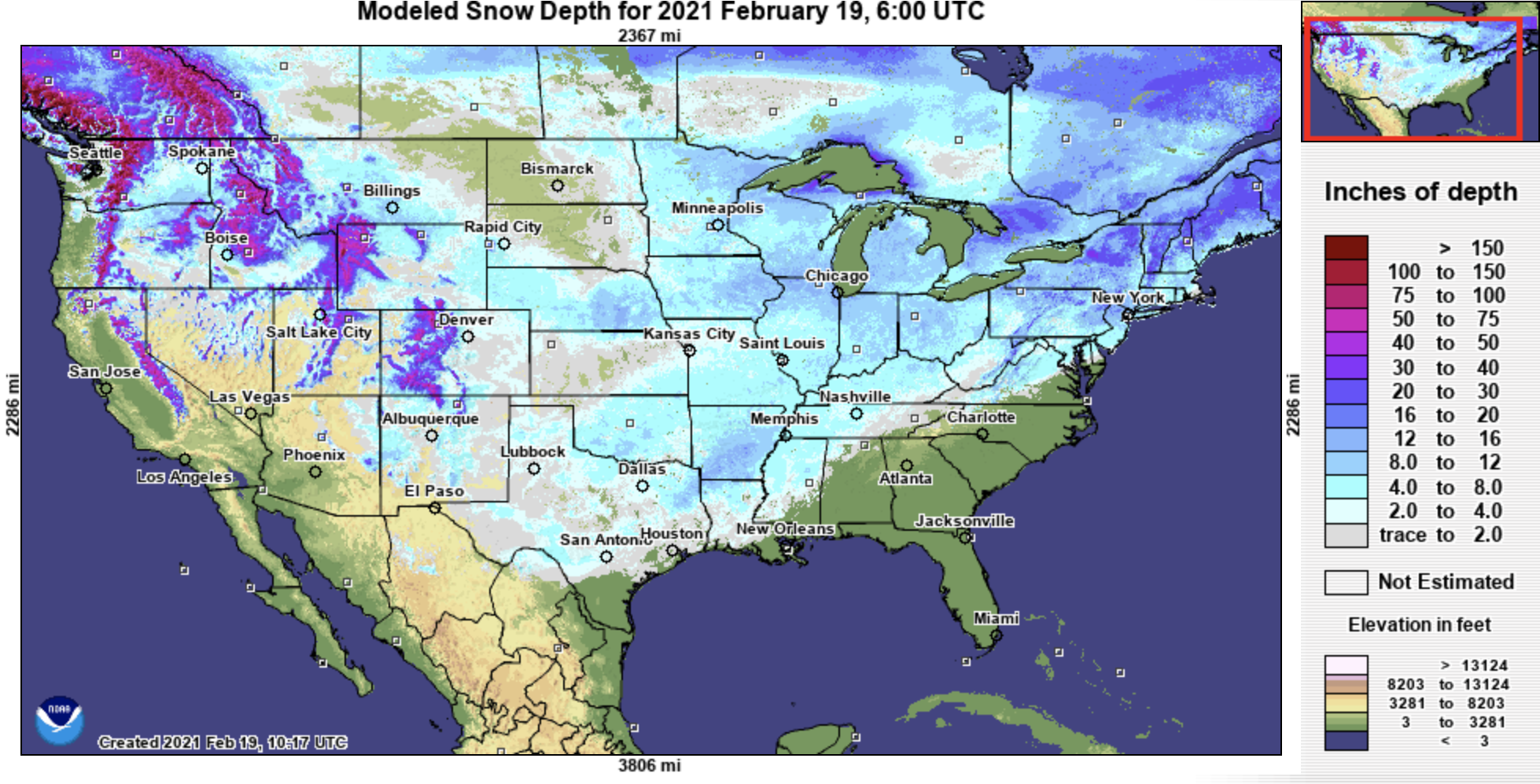
Gráfico ilustrando as áreas mais frias da onda de frio nos Estados Unidos. Imagem de 19 de fevereiro de 2021

Como se não bastasse, agora as áreas afetadas viveram uma onda de incêndios por causa do frio extremo. Com o desespero de pessoas sem energia elétrica, muitas delas acabaram acendendo lareiras e aquecedores à carvão e lenha para se esquentarem. Com isso, 3 incidentes já ocorreram com 3 mortos em Houston intoxicados com monóxido de carbono (CO). Os bombeiros tiveram dificuldade para apagar o fogo, porque os dutos de água em muitas cidades, estavam completamente congelados.

## Canadá
Em 7 de fevereiro de 2021, o assentamento de Uranium City igualou sua temperatura mais fria de todos os tempos de −48,9 °C registrada anteriormente em 15 de janeiro de 1974.  Em Winnipeg, Manitoba temperatura não subiu acima de -20,0 °C por 9 dias consecutivos, o período mais longo desde 1996. Em 7 de fevereiro de 2021, a estação meteorológica do Aeroporto Internacional em Edmonton, Alberta registrou uma temperatura baixa de -43,6 °C com  duas baixas consecutivas abaixo de -40,0 °C.  

## México
Na cidade de Saltillo, as temperaturas chegaram a -4,5 °C no início de 16 de fevereiro, quando o ar extremamente frio seguiu do sul do Canadá e dos Estados Unidos até o norte do México. Foram as temperaturas mais baixas registradas na cidade desde a onda de frio da América do Norte, no início de 2014.